# Фјодор Токарев
Фјодор Токарев (рус. Фёдор Васи́льевич То́карев; Мечетинскаја, 14. јун 1871 — Москва, 6. март 1968), био је истакнути руски конструктор оружја. Током свог конструкторског рада је створио пушку СВТ-40 и пиштољ ТТ-33, у народу познат као „Тетејац". Такође је учествовао у бројним пројектима унапређења оружја, поставио је основу и темеље за контрукцију неких од најзначајнијих оружја 20. века. Његов син, Николај Токарев је био конструктор ПВО топова.

## Биографија
Рођен је 14. јуна 1871 године у Донској области на југу Русије, као једино преживело мушко дете Василија и Јефимије Токареве (рођена Пономарева).
Његов деда Степан Токарев, био је Донски Козак у селу Јегорликскаја. Степан Токарев је умро када је Фјодоров отац, Василиј имао пет година. Василија и сестру Машу је после чувао ујак по мајци, Јевдоким Черкесов, такође козак. Још младог, ујак га је оженио са 12 година старијом Јефимијом, једином ћерком богатог козака Петра Пономарева, како би Василиј наследио богатство.
У њиховом браку је било пуно деце али је преживело само троје: Наталија, Фјодор и Уљана. Мали Фјодор је са 8 година пошао у црквено-парохијску школу коју је похађао годину дана, а потом био принуђен да је напусти како би се посветио породичним пословима. Отац Василиј је сматрао да је за једног руског козака сасвим довољно да зна само читати и писати, а да је домаћинство важније од школовања. Са 11 година, породица се вратила у очево родно село, где је Фјодор изучавао ковачки занат код рођака. Ту се у друштву козака упознао и са оружјем које је постало његова страст.
Године 1885 се у његовом крају отворила петогодишња занатска школа, а један од учитеља је био и Алексеј Краснов, бравар и оружар. Његов занат су похађали ученици трећег и четвртог разреда, а Фјодор је завршио само први. Отац Василиј је узео ствар у своје руке и наговорио Краснова да подучава његовог сина у пракси али без општеобразовне наставе. Краснов је спазио Фјодоров таленат и наговорио га да упише Новочеркаску војноконструкторску средњу школу. Примљен је али у ковачко одељење. Ипак његов таленат је спазио Александар Чернолихов и пребацио га у оружарско одељење. Професор Чернолихов се трудио да му пренесе све своје знање. Фјодор је дипломирао са радом „Ловачко једноцевно оружје калибра 5 линија (12mm)". Завршио је са најбољим оценама.
У Новочеркаску се Фјодор заљубио у своју младу наставницу, Дину Коршунову, са којом се оженио. Добио је диплому квалификованог мајстора прве класе што му је омогућавало запошљење у војсци на месту пуковског оружарског мајстора.
У јесен следеће године је ступио у 12ти козачки пук као подофицир и оружарски мајстор, али убрзо добија прекоманду те се са супругом сели у западни део Русије. Године 1896 се враћа у Новочеркаск и као 25годишњак уписује Војнотехничку школу, коју је дипломирао четири године касније, те са 29 година постаје козачки официр и наставља службу у козачком пуку.
Од 1908 до 1914 је по наредби министра војног пребачен да ради у Сестрорецки завод као конструктор оружја, 1910 године представља војној комисији пушку Мосин Наган, коју је преправио да пуца рафалну паљбу, за шта је добио високу новчану награду. Његов рад је прекинут почетком Великог рата.
На фронту је био командант једне чете 29ог козачког пука. За ратне заслуге у борби је одликован пет пута. Почетком 1916 је враћен у конструкторску радионицу где је требало да настави са радом.

## Истакнуте конструкције
- Аутоматски карабин МТ (1925)
- Аутомат Токарев М1927 (1927)
- ТТ-33 (1930)
- СВТ-38
- СВТ-40 (1940)
- АТ-44

## Камере
- Дизајнирао је и прототип апарата ФТ-1 (Фотоаппарат Токарева / Фотоаппарат Токарева)

## Награде и ордени

### Руска Империја
- Орден Св Владимира 4 степена са мачевима
- Орден Св Станислав 2 степена са мачевима.
- Орден Св Ане 3. степена са мачевима
- Орден Св Станислава 3 степена са мачевима
- Орден Св Ане 4 степена са натписом "за храброст".
- Награда од 1000 рубаља. из Канцеларије војног Министарства.

### СССР
- Херој Социјалистичког рада (1940) и хероја рада (1930)
- Четири Ордена Лењина.
- Суворов 2. степена.
- Орден отаџбинског рата, 1. степен
- Два Црвене траке рада
- Орден Црвене звезде
- Медаља Победника Стаљинове награде